# Somewhere in Queens
Somewhere in Queens è un film del 2022 diretto da Ray Romano al suo esordio alla regia.

## Trama
Leo e Angela Russo sono una coppia di italoamericani che vivono una vita tranquilla nel Queens insieme al figlio Sticks, la star della squadra di basket del liceo. Leo ha sempre lavorato nell'impresa edile di famiglia ma sogna una vita diversa, che sembra possa realizzarsi quando Sticks viene notato dal reclutatore di una squadra di basket universitaria e gli viene offerta una borsa di studio per il college.

## Produzione
Le riprese si sono svolte a New York tra l'aprile e il maggio 2021 e nel giugno dello stesso anno sono state realizzate riprese aggiuntive a White Plains.

## Promozione
Il primo trailer del film è stato pubblicato il 27 febbraio 2023.

## Distribuzione
Il film ha avuto la sua prima il 10 giugno 2022 in occasione del Tribeca Film Festival. La distribuzione del film nelle sale statunitensi è avvenuta il 21 aprile 2023.